# Othorene cadmus
Othorene cadmus is een vlinder uit de familie nachtpauwogen (Saturniidae), onderfamilie Ceratocampinae.
De wetenschappelijke naam van de soort is voor het eerst geldig gepubliceerd door Herrich-Schäffer in 1854.